# Anæmi
Anæmi (fra græsk ἀναιμία anaimía "blodmangel") er blodmangel.
Anæmi er en reduktion i massen af blodets røde celler og dermed den iltbærende kapacitet. Da blodvolumen holdes tilnærmelsesvis konstant medfører anæmi et fald i koncentrationen af hæmoglobin eller erytrocytter.
Hvad der regnes for anæmi afhænger af det enkelte laboratoriums normalværdier, men ét eksempel kunne være et blodhæmoglobin-niveau mindre end 8,2 mmol/l. Næsten 1,62 milliarder mennesker verden over lider af anæmi, hvilket svarer til 24,8% af jordens befolkning.

## Årsager til anæmi
Anæmi kan skyldes nedsat produktion af erytrocytter eller øget destruktion af samme. Derudover kan blodtab være en medvirkende faktor.
Anæmi som følge af nedsat produktion af erytrocytter
- Mikrocytære
  - Jernmangel
  - Sideroblast
  - Thalassæmi
  - Kronisk inflammation
  - Malignitet
- Makrocytære
  - B12 mangel (perniciøs anæmi)
  - Folinsyremangel
- Normocytære
  - Sekundært til underliggende sygdom
  - Knoglemarvssygdomme

Anæmi som følge af øget destruktion af erytrocytter
- Hæmolytisk anæmi

Det korresponderende adjektiv, "anæmisk", bruges tillige i overført betydning om den eller det, der anses for manglende livskraft og styrke. Fx betyder "hans vers er anæmiske", at pågældende vers mangler kraft og fylde.